# Оммаж (искусство)
Омма́ж (от фр. hommage — признательность, дань уважения) в искусстве — работа-подражание (и жест уважения) другому художнику, музыканту и т. п.

## История
Изначально термин означал одну из церемоний символического характера в феодальную эпоху. Это была присяга, оформлявшая заключение вассального договора в Западной Европе Средних веков и заключавшаяся в том, что будущий вассал, безоружный, опустившись на одно колено (два колена преклоняли только рабы и крепостные) и с непокрытой головой, вкладывал соединённые ладони в руки сюзерена с просьбой принять его в вассалы. Сюзерен поднимал его, и они обменивались поцелуем.

## Практика

### Живопись
С 1 декабря 1945 г. по 17 января 1946 г. Пабло Пикассо в технике литографии работал над своей знаменитой серией «Бык» — «Le Taureau». В 1973 г. американский художник, представитель поп-арта Р. Лихтенштейн создал несколько оммажей в память о Пикассо. Он по-своему представил знаменитую серию литографий Пикассо. Лихтенштейн не пытается выявить некую «основу» образа быка, он играет с изображением так, как это сделал бы, например, художник-авангардист Казимир Малевич. Его занимает не столько форма или структура изображаемого предмета, сколько декоративная поп-арт-игра цветными плоскостями изображения и возможность геометрической интерпретации образа. На конечной стадии превращений мы видим уже полностью абстрактную геометрическую композицию.
Гравюра Эжена Каррьера, известная под двумя названиями — «Утешение» и «Оммаж Толстому», была создана художником в знак преклонения перед гением русского писателя. Репродукция литографии была опубликована в издании La Plume («Перо») в октябре 1901 года. Под нею имелась надпись: «Восхищение представляется мне наивысшей формой признательности. Я глубоко восхищаюсь Толстым и счастлив это сказать. 5 мая 1901 года. Эжен Каррьер».

### Кино
Визуальное решение фильма «Меня там нет» (I’m Not There, 2007) режиссёра Тодда Хейнса, снятого по мотивам творчества и биографии американского автора-исполнителя Боба Дилана, представляет собой оммаж европейскому и американскому кинематографу 1960—1970-х гг.
В сериале Netflix «Очень странные дела» (Stranger Things, 2016—2025), кроме традиционных для школьного сериала локаций — школьный двор, столовая, коридор у шкафчиков, центральными становятся следующие: школьная радиорубка, лес, который наделяется магическими функциями, шалаш в лесу, семейный гараж. Выдержанное, стильное и лаконичное линейное повествование разделено на главы и представляет собой оммаж детским приключенческим фильмам 1980-х годов. Он полон аллюзий на «Гунни», «Инопланетянина», «Останься со мной», «Исследователей». Вайнона Райдер в роли обезумевшей от горя матери, скупающей фонарики в надежде наладить связь с пропавшим сыном, — цитата из ранней фильмографии актрисы, получившей популярность благодаря ролям странных подростков, чувствующих свою связь с потусторонним миром.
Телесериал «Достать коротышку», запущенный в 2017 году, в отличие от полнометражного фильма 1995 года не является полноценной экранизацией романа-бестселлера Элмора Леонарда, а представляет собой оммаж культовому литературному произведению и его автору.

### Музыка
«Tonight, tonight», песня американской рок-группы The Smashing Pumpkins, является оммажем американской рок-группе Cheap Trick.

## Определения
Исторический словарь галлицизмов русского языка: оммаж — выражение почтения.
А. Пул (A. Poole) в работе «Shakespeare and the Victorians» [Poole 2004] составил обширный список вторичных текстов, который дополнил Д. Сандерс (J. Sanders) в книге «Adaptation and Appropriation» [Sanders 2006]. В этот сводный словарь входят оммажи, а также заимствования, «присвоения», стилизации, пародии, подражания, ремиксы, ремейки, приквелы, сиквелы, вариации, произведения по мотивам, адаптации, инсценировки, плагиаты, импровизации на тему, версии, интерпретации, переписывания, апгрейды, палимпсесты, семплинги и многие другие формы искусства.